# Cosnes-et-Romain
 Cosnes-et-Romain  es una comuna y población de Francia, en la región de Champaña-Ardenas, departamento de Meurthe y Mosela, en el distrito de Briey y cantón de Mont-Saint-Martin.
Está integrada en la Communauté de communes de l'agglomération de Longwy.

## Demografía

Evolución demográfica.